# Ӕ
Ӕ para mayúscula y ӕ para minúscula es una letra del alfabeto cirílico usado en el idioma osético para representar la sílaba vocal /æ/, que se usaba cuando este se escribía en alfabeto latino con la grafía æ . Su forma es idéntica al del carácter "Æ æ" latino.

## Historia
La letra fue usada por primera vez en el alfabeto cirílico osetio de Anders Johan Sjögren en 1844 y apareció por primera vez en libros de ficción y poesía publicados al inicio del siglo XX. Fue preservada durante el cambio al alfabeto latino y en la reversión al cirílico. Es una de las letras más comunes en el idioma osetio.
La letra también era hallada en los alfabetos lezgianos de 1871 y 1911,  el alfabeto darguin de 1892 y el alfabeto tabasaro de 1875.